# Мастодонт
Мастодонт (mastós 'груди' + odoús 'зуб') је члан рода Мамут, који је, стриктно дефинисан, биоендем за Северну Америку и живео је од касног миоцена до раног холоцена  Мастодонти припадају реду Сурлаша, истом реду као и слонови и мамути (који припадају породици Слонова ). Мамут је типски род изумрле породице Mammutidae, која се удаљила од предака модерних слонова пре најмање 27–25 милион година, током олигоцена.
Као и други припадници Mammutidae, кутњаци зуби мастодонта имају морфологију зигодоната (где су паралелни парови квржица спојени у оштре гребене), који се јако разликују од оних код слонова. У поређењу са својим вероватним претком Zygolophodon, Мамута карактеришу посебно дугачке и закривљене горње кљове, смањене или одсутне кљове на доњој вилици, као и скраћене мандибуларне симфизе (крајњи предњи део доње вилице), потоње две особине које су такође паралелно еволуирале одвојено код слонова. Мастодонти су имали свеукупно здепастију скелетну грађу, лобању ниже куполе и дужи реп у поређењу са слоновима. Сматра се да је потпуно одрастао мужјак M. americanum имао 275 cm (9,02 ft) до 305 cm (10,01 ft) у висини рамена и од 68 t (67 long tons; 75 short tons) до 92 t (91 long tons; 101 short tons) у телесној маси у просеку. Процене величине сугеришу да су мужјаци америчких мастодонта у просеку били тежи од било које живе врсте слонова; обично су били већи од азијских слонова и афричких шумских слонова оба пола, али нижи од мужјака афричких слонова.
M. americanum, познат као "амерички мастодонт" или једноставно "мастодонт", имао је дугу и сложену палеонтолошку историју која се протеже све до 1705. године када су откривени први фосили из Клаверака у Њујорку у америчким колонијама. Због јединственог облика кутњака без савремених аналога у смислу великих животиња, ова врста је привукла широку пажњу европских истраживача и утицајних Американаца пре и после америчке револуције до те мере да је, према америчким историчарима Полу Семонину и Киту Стјуарту Томсону, ојачала Амерички национализам и доприноси бољем разумевању изумирања. Таксономски, први пут га је признао Роберт Кер као посебну врсту 1792. године, а затим га је Јохан Фридрих Блуменбах класификовао у сопствени род Mammut 1799. године, што га чини међу првим родовима фосилних сисара који су постављени са неоспорним таксономским ауторитетом. Род је служио као таксон за смеће за пробосцидне врсте са површно сличном морфологијом моларних зуба, али данас укључује 7 одређених врста, 1 сумњивих афинитета и 4 друге врсте из Евроазије које чекају поновну процену на друге родове.
Сматра се да су мастодонти имали претежно исхрану засновану на лишћу, плодовима и дрвенастим деловима биљака. Ово је омогућило мастодонтима да се поделе са другим припадницима Сматра се да су мастодонти имали претежно исхрану засновану на лишћу, плодовима и дрвенастим деловима биљака. Ово је омогућило мастодонтима да се поделе са другим припадницима Proboscidea у Северној Америци, као што су гомподер и колумбијски мамут, који су прешли на мешану исхрану или испашу до касног неогена - квартара. Сматра се да се понашање мастодонта није много разликовало од понашања слонова и мамута, при чему су женке и малолетници живели у стадима, а одрасли мужјаци живели углавном усамљеним животом плус су улазили у фазе агресије сличне гљивама које показују савремени слонови. Мамут је постигао максималну разноврсност врста у плиоцену, иако је род познат на основу обилних фосилних доказа у касном плеистоцену. 
Мастодонти су најмање неколико хиљада година пре њиховог изумирања коегзистирали са Палеоиндијанцима, који су били први људи који су населили Северну Америку. Пронађени су докази да су Палеоиндијанци (укључујући оне из културе Кловис) ловили мастодонте на основу налаза остатака мастодонта са траговима посекотина и/или са литским артефактима.
Мастодонти су нестали заједно са многим другим северноамеричким животињама, укључујући већину његових највећих животиња (мегафауну), као део изумирања на крају плеистоцена крајем касног плеистоцена - раног холоцена, узроци који се обично приписују људском лову, тешким климатским фазама попут Млађег Дријаса, или неке комбинације ова два. Амерички мастодонт се последњу забележену појаву појавио у најранијем холоцену око 11.000 године, што је знатно касније од осталих врста мегафауне Северне Америке. Данас је амерички мастодонт једна од најпознатијих фосилних врста у академским истраживањима и јавној перцепцији, резултат његовог укључивања у америчку популарну културу.

## Таксономија

### Историја истраживања

#### Главни чланак:Историја истраживања МамутаНајранији налази
У писму из 1713. године, Едвард Хајд, трећи гроф од Кларендона (познат и као лорд Корнбери) из Њујорка известио је Краљевско ученодруштво у Великој Британији да је 1705. пронађен зуб велике величине близу бочне стране реке Хадсон од стране холандског колеге и продата јње члану Генералне скупштине Њујорка Ван Бругену за шкргу рума, а Бриген на крају га је дао Корнберију. Затим је изјавио да је послао Јоханиса Абела, рекордера из Олбанија у Њујорку да копа у близини првобитног места зуба како би пронашао још костију.
Абил је касније известио да је отишао у град Клаверак у Њујорку где су пронађене оригиналне кости. Амерички историчар Пол Семонин рекао је да се извештаји које су написали Корнбери и Абил поклапају са онима које су написали у уносу од 30. јула 1705. у The Boston News-Letter-у. Извештај је известио о скелетним доказима о претпотопном (или библијском) „диву“ откривеном из Клаверака. Међутим, бутна кост и један од зуба су се растворили пре него што су се могли даље посматрати.

#### Big Bone Lick
Године 1739, француска војна експедиција под командом Чарлса ИИИ Ле Моинеа (познатог и као "Longueil") истражила је локалитет "Big Bone Lick" (који се налази у данашњој америчкој држави Кентаки) и прикупила фосилне кости и зубе тамо. Француски природњак Луј Жан-Мари Добентон испитао је збирку фосила коју је донео Лонгеј и упоредио је са примерцима постојећих слонова и сибирских мамута 1762. године. Даубентон је рекао да су кости открили Индијанци (вероватно ловци-ратници Абенаки). Дошао је до закључка да бутна кост и кљова припадају слону, док кутњаци (или образни зуби) потичу од одвојеног џиновског нилског коња.
У традицији Шонија, пробосциди су лутали у крдима и ловили су их дивови, који су на крају изумрли. Извештаји које су изнели појединци Шони из 1762. године су најстарија позната документована тумачења фосила из "Охаја", иако су се традиције можда преносиле генерацијама.
Године 1767. Питер Колинсон је приписао заслуге ирском трговцу Џорџу Крогану што је њему и Бенџамину Френклину послао фосилне доказе о мистериозним пробосцидима, користећи их за своје студије. Он је закључио да су необичне млинчице (кутњаци) направљене за исхрану биљоједа од грана дрвећа и жбуња, као и друге вегетације, поглед који је касније пратио Френклин.
Шкотски анатом Вилијам Хантер је 1768. забележио да су он и његов брат Џон Хантер приметили да зуби нису као код савремених слонова. Утврдио је да су "млинци" из Охаја били месождери, али је веровао да кљове припадају истој животињи. Након што је испитао фосиле Франклина и лорда Шелбурна, Хантер је био уверен да је „ псеудо-слон “, или „ животињски инкогнитум “ (скраћено као „ инкогнитум “), животињска врста одвојена од слонова која је такође могла бити иста као и пробосциде пронађена у Сибиру. Свој чланак је закључио мишљењем да, иако је жао филозофима, човечанство треба да буде захвално до неба што је животиња, ако је заиста месождерка, изумрла.

#### Рана америчка запажања
Године 1785, велечасни Роберт Анан написао је извештај подсећајући се на догађај у коме су радници открили кости на његовој фарми близу реке Хадсон у Њујорку у јесен 1780. Радници су поред још једног поломљеног и баченог пронашли четири кутњака. Такође су открили кости, укључујући пршљенове који су се убрзо након тога сломили. Анан је изразио збуњеност шта би животиња могла да буде, али је на основу њених „млиноваца“ спекулисао да је месождер у исхрани. Такође је спекулисао да је вероватно изумрла због неке катастрофе на свету.
Амерички државник Томас Џеферсон изнео је своја размишљања у Белешкама о држави Вирџинија (објављене 1785.) да су фосилни пробосциди можда били месождери, још увек постоје у северним деловима Северне Америке и повезани су са мамутима чији су остаци пронађени у Сибиру. Џеферсон је поменуо теорију америчке друштвене дегенерације Џорџа-Луја Леклерка, грофа де Буфона, супротстављајући јој се коришћењем постојећих и изумрлих животињских мерења, укључујући она од „мамута“, као доказ да фауне Северне Америке нису биле „дегенеративне“ величине. Семонин је истакао да је социјална дегенерација увредљив концепт за англоамеричке природњаке и да су амерички фосили пробосцида коришћени као политичко оруђе за инспирисање америчког национализма и супротстављање теорији америчке дегенерације.
Године 1799. радници су пронашли бутну кост док су копали јаму за лапорац на фарми Џона Мастена у Њубургу у Њујорку, а наредна ископавања је посматрала гомила од преко стотину људи. Амерички сликар и егзибициониста Чарлс Вилсон Пил посетио је локалитет 1801. године, где је прво скицирао фосиле, а затим је купио привилегије за ископавање и потпуно власништво над фосилима од Мастена и позајмио од Америчког филозофског друштва (АПС) у Филаделфији, Пенсилванија . Поред првог скелета, други је ископан помоћу уређаја налик на млин за исушивање 12 ft (3,7 m) дубоке јаме за лапорац. Пеале је саставио комплетан скелет у свом музеју у Филаделфији 1804. године, а његова изложба је била отворена прво за позване чланове Америчког филозофског друштва 24. децембра, затим за ширу јавноста 25. децембра за плаћање  улазнице за изложбу поред опште накнаде.

Специјална изложба привукла је хиљаде посетилаца, а скелет је постао национални симбол САД. Син Чарлса Пила, Рембрант Пил, однео је костур у Европу који је коришћен за промовисање фосилног пробосцида и користио га као подршку за Џеферсоново коначно побијање Буфонових аргумената о наводној инфериорности америчке фауне. Аутор Кит Стјуарт Томсон је тврдио да је промоција скелета "мастодонта" учинила да он буде симбол снаге америчког национализма и да је "мамут" као термин постао повезан са гигантизмом. Деценијама касније, музеј је банкротирао, а први примерци скелета су продати неким немачким гледаоцима око 1848. године, који су га на крају продали Државном музеју Хесен Дармштат у Немачкој где је сада изложен. Други примерци скелета су на крају слетели у Амерички музеј природне историје.
Други скелети Mammut americanum су ископани у Сједињеним Државама у првој половини 19. века. Један од њих сакупио је амерички шоумен Алберт Ц. Кох на данашњем Mastodon State Historic Site у Мисурију 1839. године. Он је 1840. претпоставио да је пробосцид, који је класификовао као Missourium, био много већи од слона, да је имао хоризонталне кљове плус сурлу и да је заузимао водена станишта. Набавио је додатне фосиле из извора на Pomme de Terre River да састави монтирани скелет "Missouri Leviathan" и накратко га изложи у St. Louis. Након што је изложио скелет широм Европе, продао је скелет Британском музеју природне историје. Ричард Овен је потом правилно саставио скелет и он је данас тамо изложен.
Године 1845, други скелет су ископали из Њубурга радници које је у почетку ангажовао Натанијел Брустер да уклоне језерске наслаге како би оплођивали суседна поља. Посматрао их је велики број гледалаца и открио релативно потпуне фосилне доказе о M. americanum. Скелет је био изложен у Њујорку и другим градовима Нове Енглеске, а затим га је купио Џон Колинс Ворен за проучавање. Након Воренове смрти 1856. године, скелет је послат Вореновој породици, али је промењен на Харвардску медицинску школу за скелет Џона Ворена. "Ворен мастодонт", на захтев америчког палеонтолога Хенрија Ферфилда Озборна, купио је амерички финансијер Џеј Пи Морган за 30.000 долара 1906. године и поклонио га Америчком музеју природне историје где је и данас изложен.

#### Рана таксономска историја
Током 1790-их, „амерички инкогнитум“ је био предмет истраживања више таксономиста. Шкотски писац Роберт Кер подигао је име врсте Elephas americanus 1792. године на основу фосилних кљова и „млинова“ са локалитета Big Bone Lick. Он је навео да су кљове биле сличне слоновима, док су кутњаци били потпуно другачији јер су били прекривени емајлом и имали су двоструки низ високих конусних квржичастих наставака. Кер није био сигуран у таксономске афинитете кутњака и поменуо је да је Томас Пенант претпоставио да они припадају непознатој врсти из рода Азијских слонова, дајући уобичајено име "амерички слон".
Немачки природњак Јоханн Фридрих Блуменбах је такође пратио више таксономских описа фосилних пробосцида 1799. Прва фосилна врста, пронађена из Немачке, описана је као да припада новоподигнутој врсти Елепхас примигениус ? (сада познат као Mammuthus primigenius). Други је био оно што је сматрао непознатим „колосалним копненим чудовиштем праисторијског света“, сматрајући га „мамутом“. Створио је род Маммут и подигао врсту Mammut ohioticum на основу фосилних костију ископаних из Охаја у Северној Америци. Рекао је да се ова врста разликовала од других животиња праисторијског света по необичним облицима великих кутњака. Име рода "Маммут" односи се на немачки превод за "Mammut". Именовање рода Маммут 1799. чини га другим или трећим родом који има таксономски ауторитет с обзиром да је Megalonyx добио име исте године.
Француски природњак Жорж Кивје је такође описао познате фосилне врсте пробосцида још 1796. године, иако је његов извештај касније објављен 1799. године. Сматрао је да су остаци откривени из Сибира прави "мамути" који су имали сличне зубе као и постојећи слонови, али су имали неке морфолошке разлике. Споменуо је фосилне остатке које је Лонгуеил донео из Охаја 1739. године и неколико истраживача из претходних деценија који су приметили необичне кутњаке и сматрали да припадају различитим животињама попут нилских коња. Пратио је препознавање раније установљене врсте "Elephas americanus" и тврдио да се та врста разликује од слонова и мамута и да се не може наћи међу живим животињама због изумирања од катастрофе.
Пробосцидна врста је била предмет неколико других назива врста које су дали други таксономи у најранијем 18. веку, као и назив рода Harpagmotherium од руског природњака Готтхелфа Фишера фон Валдхајма 1808.